# Frejat
Roberto Frejat (Rio de Janeiro, 21 de maio de 1962) é um cantor, compositor, produtor e guitarrista brasileiro, principal parceiro de Cazuza em composições tanto para a banda Barão Vermelho como na sua carreira solo. Também compôs com e para outros artistas do cenário musical brasileiro.
Em 2012, foi eleito um dos 30 maiores ícones brasileiros da guitarra e do violão pela Rolling Stone Brasil.

## Biografia
Sua mãe é de origem judaica e seu pai, José Frejat, de origem árabe. Cresceu ouvindo Beatles, Roberto Carlos, Simon and Garfunkel, Nat King Cole, João Gilberto e Tchaicovsky da coleção de seus pais. Aos dez anos começou a ter aula de violão, mas, desestimulado, deixou o instrumento encostado num canto do seu quarto durante quatro anos.

### Barão Vermelho
Quando convidado a ensaiar com o Barão Vermelho tinha 19 anos. Em 1981, veio a fazer parte do Barão Vermelho junto com Dé Palmeira e Cazuza, grupo fundado pelos membros Maurício Barros e Guto Goffi. A princípio, o Barão Vermelho se limitava a tocar músicas conhecidas de outras bandas. Foi aos poucos que Frejat e Cazuza começaram a compor suas próprias canções e montar um repertório próprio. O primeiro LP, intitulado Barão Vermelho, não foi sucesso de vendas.
Contudo, a banda continuou produzindo e a partir do álbum Maior Abandonado a banda ganhou projeção ao emplacar "Bete Balanço", tema de filme homônimo. Em 1985, o Barão Vermelho se apresenta no Rock In Rio, mesmo ano em que  Cazuza deixava a banda para dedicar-se à carreira solo. Frejat assume os vocais e a parceria com Cazuza se mantém.
Em 30 anos de carreira e treze álbuns, contam entre os seus êxitos "Todo Amor Que Houver Nessa Vida", "Pro Dia Nascer Feliz", "Maior Abandonado", "Bete Balanço", "Eu Queria Ter Uma Bomba", "Pedra, Flor e Espinho", "O Poeta Está Vivo", "Pense e Dance" e "Por você".
Em 2017 deixa definitivamente o grupo.

### Carreira solo
Em 2001, lançou seu primeiro álbum solo Amor pra Recomeçar, produzido por Tom Capone, Mauricio Barros e Max de Castro. Obteve sucesso com a faixa-título, e também com "Homem não Chora", "Segredos" e "Quando o Amor Era Medo". Amor Pra Recomeçar conquistou disco de ouro e Frejat foi convidado a abrir os shows do cantor Eric Clapton no Brasil. Por seu clipe de animação, “Segredos” ganhou os prêmios VMB 2002 da MTV e o prêmio do canal Multishow em 2003.
Em 2003 lança seu segundo álbum Sobre Nós Dois e o Resto do Mundo, com produção de Tom Capone e Mauricio Barros. Deste álbum, se destacaram “Eu Preciso Te Tirar do Sério”, sucesso nas rádios e TVs, “50 Receitas” e “Túnel do Tempo”, que ganhou um novo clipe de animação. Nesse ano, foi indicado em duas categorias ao Grammy Latino e fez uma apresentação marcante com cinco guitarras no palco do VMB 2003.
Em 2008, lança Intimidade entre Estranhos. Os destaques foram as músicas “Eu Não Quero Brigar Mais Não”, “Dois Lados” e “Nada Além”, as duas últimas incluídas nas trilhas sonoras das novelas Beleza Pura e Caras & Bocas, da TV Globo. Nesse momento, realizou uma turnê pelo Brasil para divulgação do trabalho e tocou no Rock in Rio 2011, show mais tarde registrado no álbum Frejat ao Vivo no Rock In Rio.
Em 2013, lança uma nova música, “O Amor é Quente”, composta com Maurício Barros e Fausto Fawcett, que foi lançada junto com outra faixa, a também inédita “Me Perdoa”, uma parceria com George Israel e Mauro Santa Cecilia. A turnê “O Amor é Quente” estreou no Rock in Rio, abrindo a noite de 20 de setembro de 2013.
No final de 2015, regrava “Só Você”, clássico de Vinicius Cantuária, para a trilha da novela Totalmente Demais da TV Globo.
Em 2016, começou a percorrer o país com dois formatos de show, com banda e "voz & violão" e lança a primeira música inédita desde 2013, a faixa “Mais Do Que Tudo”, parceria com Alvin L. No mesmo ano, lança a coletânea Frejat 16, uma seleção de músicas que gravou nos últimos anos mas que estavam espalhadas entre diferentes trabalhos e duas inéditas: “Na Sala de Espera do Paraíso”, parceria com Leoni, e “Você Vem”, parceria com Chacal.
Em janeiro de 2017, Frejat oficializou sua saída do Barão Vermelho. Até então ele conduzia sua carreira solo juntamente como a de vocalista e guitarrista do Barão Vermelho. Dias depois, ele lançou o single "Tudo se Transforma", o primeiro após a renúncia ao posto no Barão Vermelho. Seu primeiro show após o anúncio foi no Rock in Rio 2017, na estreia da turnê "Tudo se Transforma".
Em maio de 2020, lança seu novo disco de estúdio, Ao Redor do Precipício, primeiro em 12 anos. O primeiro single, “Pergunta Urgente”, foi lançado em março do mesmo ano.
Em novembro de 2022, apresentou o Frejat Trio Eletro Acústico, que mistura os grandes sucessos do Barão Vermelho com composições novas, ao lado do filho Rafael e e o guitarrista Maurício Almeida.
Em outubro de 2023, estreia seu novo projeto musical, "Frejat em Blues", no Rio de Janeiro.

### Produtor
Em 1989, produziu o disco homônimo da banda punk paulista Inocentes.
Em 1995, foi o produtor musical do primeiro CD-tributo em homenagem a Roberto Carlos, convidando artistas consagrados e outros que despontavam na época como Chico Science e Nação Zumbi e Skank.
No ano seguinte produziu o CD do grupo pernambucano Jorge Cabeleira e o Dia em que Seremos Todos Inúteis.
Em 2004, junto com Mauricio Barros, fez a direção musical e compôs a música incidental da trilha sonora do filme Mais Uma Vez Amor, estrelado por Juliana Paes e Dan Stulbach, e dirigido por Rosane Svartman.

## Vida pessoal
Desde 1987, Frejat está casado com a empresária Alice Pellegatti. O casal tem dois filhos, Rafael, nascido em 1996, e Julia, nascida em 1999. Rafael também é músico e é membro da banda Amarelo Manga, que já tem um álbum e um EP lançados.[carece de fontes?]

## Singles
- 1983 - "Pro Dia Nascer Feliz (com Cazuza)"
- 1984 - "Bete Balanço (com Cazuza)"
- 1994 - "Malandragem (com Cazuza)"
- 1998 - "Por Você (com Maurício Barros e Mauro Sta. Cecília)"
- 2001 - "Segredos"
- 2001 - "Amor pra Recomeçar (com Maurício Barros e Mauro Sta. Cecília)"
- 2001 - "Homem Não Chora"
- 2001 - "Eu Não Sei Dizer Te Amo (com Maurício Barros  e Bruno Levinson)"
- 2001 - "Quando O Amor Era Medo"
- 2003 - "Eu Preciso Te Tirar Do Sério"
- 2003 - "Sobre Nós Dois E O Resto Do Mundo"
- 2003 - "Túnel do Tempo"
- 2004 - "Uns Dias" (com Os Paralamas do Sucesso)
- 2004 - "Caleidoscópio" (com Os Paralamas do Sucesso)
- 2004 - "Exagerado" (com Zélia Duncan)
- 2008 - "Dois Lados"
- 2008 - "Eu Não Quero Brigar Mais Não"
- 2009 - "Nada Além"
- 2011 - "A Felicidade Bate à Sua Porta"
- 2013 - "O Amor é Quente"
- 2013 - "Me Perdoa"
- 2016 - "Mais do Que Tudo"
- 2017 - "Tudo se Transforma"
- 2017 - "Tudo Ainda"
- 2020 - "Pergunta Urgente"[28]
- 2020 - "Amar um Pouco Mais"
- 2020 - "Cartas e Versos"
- 2020 - "Tudo que eu Consegui"
- 2020 - "E Você Diz"

## Discografia

### Carreira solo

#### Álbuns
- (2001) Amor pra Recomeçar
- (2003) Sobre Nós Dois e o Resto do Mundo
- (2008) Intimidade entre Estranhos
- (2012) Rock in Rio: Frejat ao Vivo
- (2020) Ao Redor do Precipício

#### Coletâneas
- (2016) 2016

### Barão Vermelho

#### Álbuns
- (1982) Barão Vermelho
- (1983) Barão Vermelho 2
- (1984) Maior Abandonado
- (1986) Declare Guerra
- (1987) Rock'n Geral
- (1988) Carnaval
- (1989) Barão ao Vivo
- (1990) Na Calada da Noite
- (1992) Barão Vermelho ao Vivo
- (1992) Supermercados da Vida
- (1994) Carne Crua
- (1996) Álbum
- (1997) Barão Vermelho ao Vivo + Remixes
- (1998) Puro Êxtase
- (1999) Balada MTV: Barão Vermelho
- (2004) Barão Vermelho
- (2005) MTV ao Vivo: Barão Vermelho

#### Coletâneas
- (1989) Melhores Momentos: Cazuza & Barão Vermelho
- (2002) Pedra, Flor e Espinho

#### DVDs
- (1999) Balada MTV: Barão Vermelho
- (2005) MTV ao Vivo: Barão Vermelho
- (2006) MTV Barão Vermelho (box set com três DVDs)
- (2007) Rock in Rio 1985: Barão Vermelho

## Prêmios e Indicações
| Ano  | Prêmio                                    | Categoria                                                       | Trabalho Indicado                     | Resultado | Ref.   |
| ---- | ----------------------------------------- | --------------------------------------------------------------- | ------------------------------------- | --------- | ------ |
| 2002 | 8º MTV Video Music Brasil                 | Videoclipe do Ano                                               | Música "Segredos"                     | Indicado  | [ 35 ] |
| 2002 | 8º MTV Video Music Brasil                 | Videoclipe de Pop                                               | Música "Segredos"                     | Venceu    | [ 36 ] |
| 2002 | 8º MTV Video Music Brasil                 | Direção de Arte em Videoclipe                                   | Música "Segredos"                     | Indicado  | [ 35 ] |
| 2002 | 3º Grammy Latino                          | Melhor Álbum de Rock ou Música Alternativa em Língua Portuguesa | Amor pra Recomeçar                    | Indicado  |        |
| 2003 | 10º Prêmio Multishow de Música Brasileira | Melhor Clipe                                                    | Música "Segredos"                     | Venceu    | [ 37 ] |
| 2003 | 4º Grammy Latino                          | Melhor Videoclipe                                               | Música "Segredos"                     | Indicado  | [ 38 ] |
| 2003 | 9º MTV Video Music Brasil                 | Escolha da Audiência                                            | Música "Eu Preciso Te Tirar do Sério" | Indicado  |        |
| 2004 | 11º Prêmio Multishow de Música Brasileira | Melhor Clipe                                                    | Música "Túnel do Tempo"               | Venceu    |        |
| 2004 | 10º MTV Video Music Brasil                | Escolha da Audiência                                            | Música "Túnel do Tempo"               | Indicado  |        |
| 2004 | 5º Grammy Latino                          | Melhor Álbum de Rock ou Música Alternativa em Língua Portuguesa | Sobre Nós Dois e o Resto do Mundo     | Indicado  |        |
| 2005 | 12º Prêmio Multishow de Música Brasileira | Melhor Instrumentista                                           |                                       | Indicado  |        |
| 2006 | 13º Prêmio Multishow de Música Brasileira | Melhor Instrumentista                                           |                                       | Indicado  |        |